# Rozumiwka (obwód połtawski)
Rozumiwka (ukr. Розумівка) – wieś na Ukrainie, w obwodzie połtawskim, w rejonie połtawskim, w hromadzie Karliwka. W 2001 liczyła 362 mieszkańców, spośród których 348 wskazało jako ojczysty język ukraiński, 11 rosyjski, a 3 mołdawski.